# Theodore Newton Vail
Theodore Newton Vail (16 de julio de 1845 - 16 de abril de 1920) fue presidente de American Telephone & Telegraph entre 1885 y 1889, y nuevamente de 1907 a 1919. Vail vio el servicio telefónico como un servicio público y se trasladó a consolidar las redes telefónicas bajo el sistema Bell. En 1913 supervisó el Compromiso de Kingsbury que condujo a un sistema de conexión más abierto.

## Biografía

### Primeros años de vida y carrera
Theodore nació el 16 de julio de 1845 en Malvern, Ohio, y se educó en Morristown, Nueva Jersey. Al principio estudió medicina con su tío. Él también estudió telegrafía. El éxito en este último lo llevó a ir a Nueva York, donde se convirtió en gerente de una oficina local de telegrafía.
Luego se unió al personal de un superintendente de United States Telegraph que finalmente se convirtió en Western Union. Fue al oeste con su padre en 1866 para cultivar. En el otoño de 1868, fue nombrado operador y luego agente en Pine Bluffs, Wyoming, en el Union Pacific Railroad. Pine Bluffs era en ese momento el principal punto de suministro de madera para The Union Pacific, que aún no se había completado.
En la primavera de 1869, Vail fue nombrado oficinista del servicio de correo ferroviario entre Omaha y Ogden. Su éxito en el envío del correo durante el bloqueo de nieve de 1870 llamó la atención de la alta gerencia.
Fue ascendido a la oficina de correos ferroviaria de Chicago e Iowa City, un importante punto de distribución en ese momento. Cuando la oficina de correos del ferrocarril se estableció en The Union Pacific, Vail fue ascendido a jefe de oficina.
En marzo de 1873, Vail fue asignado a la oficina del Superintendente General del Servicio de Correo Ferroviario, Washington D. C. Allí ejerció una supervisión especial de la distribución de los correos, y justificó al Congreso la compensación que los ferrocarriles recibieron por transportar. el correo. En junio de 1874, fue nombrado Asistente del Superintendente del Servicio de Correo Ferroviario. En 1875, se convirtió en Asistente del Superintendente General.
En febrero de 1876, Vail fue nombrado Superintendente General después de que su jefe se retirara. Había alcanzado el grado más alto posible en esta rama del gobierno federal. Era el oficial más joven en el Servicio de Correo Ferroviario, tanto en términos de años como de servicio. Cuando este nombramiento final fue hecho por el director general de Correos, este último dijo que su única objeción a Vail era su juventud.
Como Superintendente General, Vail ayudó a poner a los empleados postales bajo las leyes generales de la administración pública. Estableció el sistema de nombramientos probatorios de seis meses, que posteriormente fueron adoptados por todas las agencias.